# 小寺正志
小寺 正志（こでら まさし、1904年12月22日 - 1988年9月24日）は、日本の経営者。山陽新聞社社長を務めた。岡山県岡山市出身。

## 来歴・人物
1923年に岡山県第一岡山中学校を卒業し、同年に山陽新聞社へ入社した。1947年2月に監査役に就任し。同年12月に取締役、1950年12月に常務、1955年12月に専務を経て、1957年4月には社長に就任。1973年12月に取締役相談役を経て、1977年に相談役に退いた。一方で、俳人としても活躍し、「小寺冬至」という俳号が使用されていた。
1975年4月に勲二等瑞宝章を受章。
1988年9月24日、急性心不全のために死去。83歳没。